# Xinyi (Jiangsu)
Pour les articles homonymes, voir Xinyi.
Xinyi (新沂 ; pinyin : Xīnyí) est une ville de la province du Jiangsu en Chine. C'est une ville-district placée sous la juridiction de la ville-préfecture de Xuzhou.

## Démographie
La population du district était de 945 948 habitants en 1999.